# Campionati europei di beach volley 1997
I Campionati europei di beach volley 1997 si sono svolti ad agosto 1997 a Roma in Italia.

## Podi
| Evento                      | Oro                                      | Argento                                  | Bronzo                              |
| Torneo maschile (dettagli)  | Norvegia Vegard Høidalen Jørre Kjemperud | Norvegia Jan Kvalheim Bjørn Maaseide     | Svizzera Martin Laciga Paul Laciga  |
| Torneo femminile (dettagli) | Italia Laura Bruschini Annamaria Solazzi | Italia Daniela Gattelli Lucilla Perrotta | Rep. Ceca Eva Celbová Sona Novaková |

## Medagliere
| Posizione | Nazione   | Oro | Argento | Bronzo | Totale |
| --------- | --------- | --- | ------- | ------ | ------ |
| 1         | Italia    | 2   | 2       | 0      | 4      |
| 1         | Norvegia  | 2   | 2       | 0      | 4      |
| 3         | Svizzera  | 0   | 0       | 1      | 1      |
| 3         | Rep. Ceca | 0   | 0       | 1      | 1      |
| Totale    | Totale    | 2   | 2       | 2      | 6      |